# Meilen Tu
Meilen Tu (Tarzana, 17 de janeiro de 1978) é uma  ex-tenista profissional estadunidense.